# 安东尼·卡夫
安东尼·卡夫（英語：Anthony Cuff，1957年12月26日—），新西兰男子自行车运动员。他曾代表新西兰参加1978年英联邦运动会自行车比赛，获得一枚银牌。他也曾参加1984年夏季奥林匹克运动会。